# Цукер, Джейсон
Джейсон Цукер (англ. Jason Zucker; род. 16 января 1992, Ньюпорт-Бич, Калифорния) — американский профессиональный хоккеист, левый нападающий клуба НХЛ «Баффало Сейбрз». Обладатель приза Кинг Клэнси Трофи 2019 года.

## Личная жизнь
Цукер родился в Ньюпорт-Бич, штат Калифорния и является евреем, но не религиозен, однако он празднует Хануку. Его мать, Натали Цукер, бывшая фигуристка, а отец Скотт Цукер, когда-то был представителем генерального подрядчика компании, которая строила ледовые катки. У Джейсона есть 2 старших брата, Эван и Адам, а также младшая сестра Кимми и младший брат Кэмерон.
Летом 2016 года Цукер женился на журналистке и телеведущей Карли Аплин, работающей в индустрии спорта и развлечений. У Джейсона и Карли есть сын, Хендрикс.

## Карьера
В сезоне 2010/11, выступая за команду Денверского университета «Денвер Пионерс», Джейсон был признан новичком года в Западной студенческой хоккейной ассоциации (WCHA), а также был вызван на матч звёзд лиги во вторую команду. В общей сложности за 2 сезона выступлений в Денвере Цукер забил 45 голов и набрал 91 очко по системе гол+пас в 78 играх. Профессиональную карьеру Джейсон начал в сезоне 2011/12.
Цукер был выбран во 2-м раунде под общим 59-м номером на драфте НХЛ 2010 года командой НХЛ «Миннесота Уайлд». 27 марта 2012 года Джейсон подписал контракт новичка с «Уайлд». 29 марта 2012 года он дебютировал в НХЛ в матче против «Флорида Пантерз». Цукер забил свой первый гол в НХЛ в ворота голкипера Петра Мразека 17 февраля 2013 года, а Миннесота одержала победу над командой «Детройт Ред Уингз».

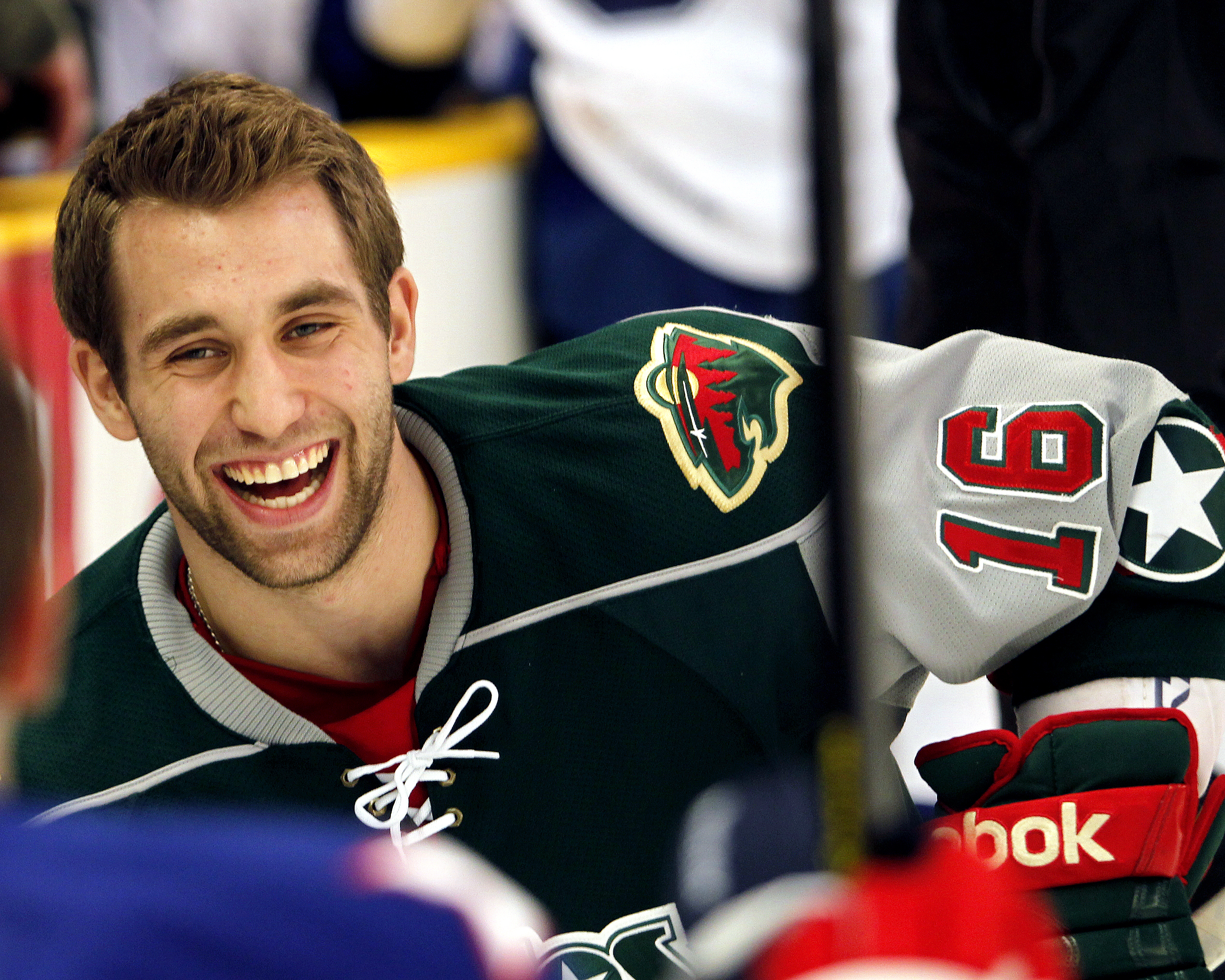
Цукер в 2013 году

В сезоне 2015/16 Цукер провёл на площадке 71 матч, забил 13 голов и отдал 10 результативных передач. В июне 2016 года «Уайлд» подписали с ним контракт на 2 года и 4 миллиона долларов.
9 ноября 2017 года Цукер записал на свой счёт первый в карьере хет-трик в НХЛ в матче против «Монреаль Канадиенс». 2 мая 2018 года Цукер был номинирован на приз Кинг Клэнси Трофи вместе с Пи Кеем Суббаном и братьями Сединами.
25 июля 2018 года Джейсон подписал с «Уайлд» новый контракт на 5 лет и 27,5 млн долларов со средней годовой зарплатой 5,5 млн долларов.
10 февраля 2020 года «Миннесота» обменяла Джейсона в «Питтсбург Пингвинз» на нападающего Алекса Гальченюка, защитника Калена Эддисона и условный выбор в 1-м раунде драфта 2020 года.

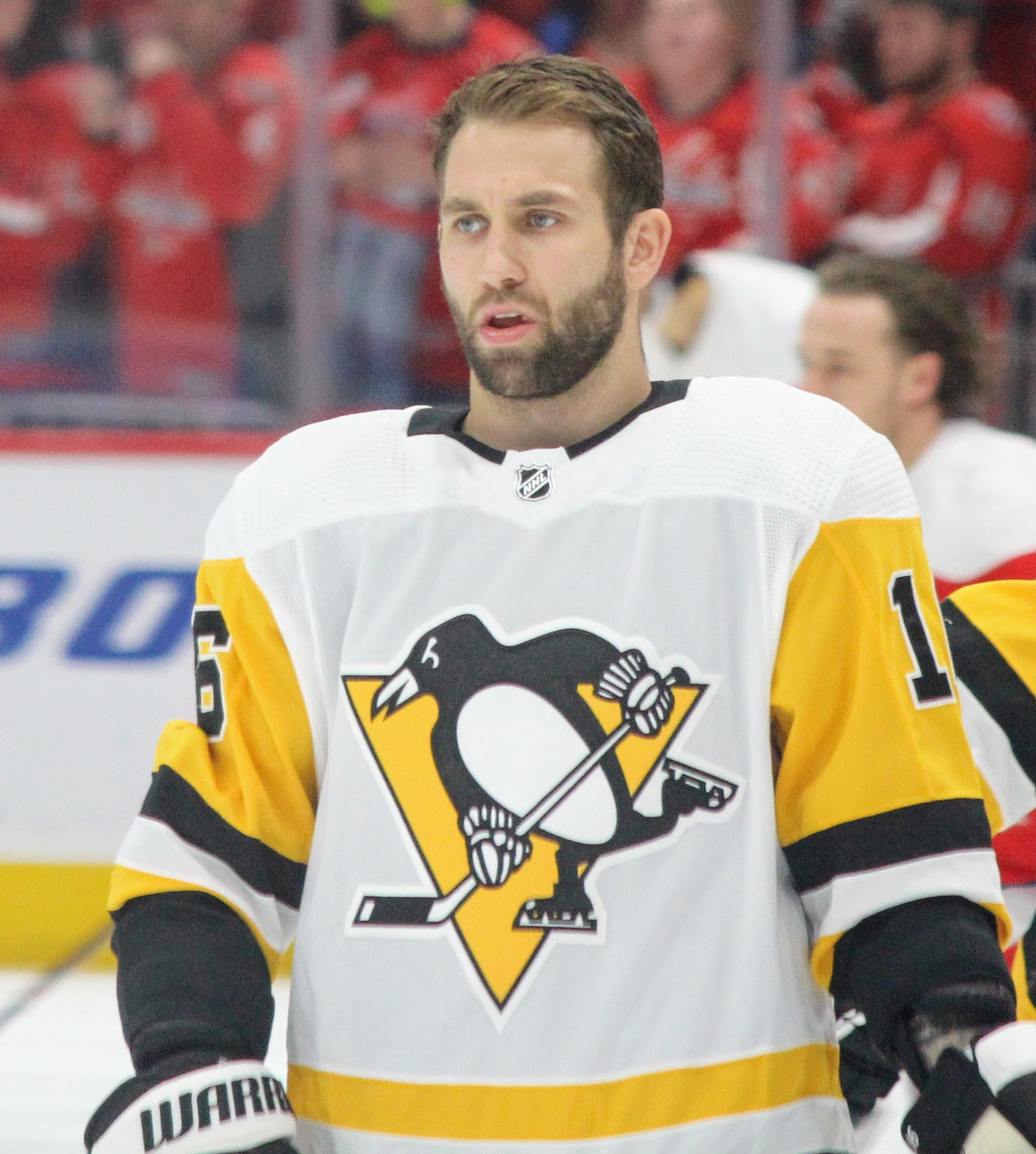
Цукер в составе «Питтсбурга» в 2020 году

1 июля 2023 года подписал однолетний контракт на сумму $ 5,3 млн с «Аризоной Койотис». 8 марта 2024 года, в последний день дедлайна, был обменян в «Нэшвилл Предаторз» на пик шестого раунда.
1 июля 2024 года, будучи неограниченно свободным агентом, подписал однолетний контракт с «Баффало Сейбрз» на сумму $ 5 млн.